# وو یت-آن
وو یت-آن (انگلیسی: Wu Yet-an؛ زادهٔ ۲۶ ژوئیه ۱۹۲۷ - درگذشته نامشخص) بازیکن بسکتبال اهل تایوان بود. وی در بازی‌های المپیک تابستانی ۱۹۵۶ شرکت کرده‌است.